# 厄瓜多奧林匹克委員會
厄瓜多奧林匹克委員會（Comité Olímpico Ecuatoriano）是厄瓜多的國家奧林匹克委員會。該組織成立於1948年，是國際奧委會和泛美體育組織的成員。
厄瓜多體育署長期干涉國內各運動協會的事務。2012年4月12日，體育署拒絕承認由國內40餘個體育協會推舉出來的3位代表，並要求於90天內改選。國家奧林匹克委員會聯盟（ANOC）大會知情後，要求厄瓜多奧委會做出回應。奧委會立即發出信函予總統和體育署，譴責該項舉措。

## 會長
- Adolfo Jurado Gonzalez（1959-1960）
- José Ricardo Martínez Cobo（1960–1964）
- Agustin Arroyo Yerovi（1964-1968）
- Voltaire Paladines Polo（1968-1976）
- Sabino Hernández Martínez（1976-1996）
- Jacobo Bucaram Ortiz（西班牙语：Jacobo Bucaram Ortiz）（1996–1997）
- Danilo Carrera Drouet（1997–2013）
- Alex González（2013）
- Augusto Morán Nurques（2013–）

## 外部連結
- 官方網站